# Africanemertes ruetzleri
Africanemertes ruetzleri är en djurart som tillhör fylumet slemmaskar, och som beskrevs av Kirsteuer 1965. Africanemertes ruetzleri ingår i släktet Africanemertes och familjen Tetrastemmatidae. Inga underarter finns listade i Catalogue of Life.